# La Concha Hotel & Spa
La Concha Hotel & Spa est un hôtel américain situé à Key West, en Floride. Ouvert en 1926, il est membre des Historic Hotels of America et des Historic Hotels Worldwide depuis 1991.